# Timoleón Jiménez
Rodrigo Londoño Echeverri, meglio noto con il nome di battaglia di Timoleón Jiménez o con il soprannome Timochenko (Calarcá, 22 gennaio 1959), è un rivoluzionario colombiano, capo politico e militare del movimento rivoluzionario armato colombiano di ispirazione marxista Fuerzas Armadas Revolucionarias de Colombia (FARC), dopo la morte di Guillermo Leon Saenz.
Viene soprannominato "Timochenko", in onore del grande generale sovietico.
Il 24 settembre 2015, in qualità di leader delle FARC, alla presenza di Raúl Castro sigla a L'Avana un accordo storico con il presidente della Colombia Juan Manuel Santos che prevede un cessate il fuoco tra le due parti entro sei mesi; l'intesa comprende inoltre l'istituzione di tribunali speciali volti a giudicare i crimini commessi nel conflitto da tutte le forze in campo.
In seguito a questo accordo, viene candidato al Premio Nobel per la pace del 2015.
Il 2 ottobre 2016 l’accordo è stato sottoposto a referendum nazionale venendo sorprendentemente bocciato dal popolo colombiano con il 50,3% dei voti contrari in opposizione al 49,7% dei voti favorevoli (con una differenza stimata di appena 65.000 voti).
Il successivo 24 ottobre fu firmato un nuovo accordo di pace tra le parti, a cui seguì la ratifica definitiva da parte del parlamento colombiano. L'accordo prevede anche un sussidio da elargire per la sostituzione, da parte dei contadini affiliati alle FARC, delle piantagioni di droga con piantagioni di prodotti legali come alberi da frutti. Il 28 dicembre 2016 il parlamento colombiano ha approvato una legge che prevede l'amnistia o la grazia ai membri delle FARC accusati di reati politici.
Il 27 giugno 2017 con una solenne cerimonia il capo dei guerriglieri Timoleón Jiménez dichiara la fine della lotta armata dopo 53 anni di guerriglia, consegnando molte delle armi in mano al gruppo rivoluzionario ai rappresentanti dell'ONU, annunciando la futura trasformazione delle FARC in un partito politico autorizzato e legale.